# Museo etnografico Alfredo Majorano
Il Museo etnografico "Alfredo Majorano" è sito nel centro storico di Taranto, nel settecentesco Palazzo Pantaleo (Rampa Pantaleo N°6).
Nel museo sono presenti diverse testimonianze delle tradizioni popolari della città di Taranto e della sua provincia raccolte dallo studioso Alfredo Majorano (1902-1984) e dalla moglie Elena Spinelli.
Gran parte del materiale è stato donato dallo studioso al Comune di Taranto a partire dal 1978 e poi dalla vedova in anni più recenti. La ricca collezione ha come tema conduttore la ritualità magico-religiosa nel tarantino.
Il museo raccoglie importanti documentazioni del patrimonio culturale immateriale, come le registrazioni della pizzica effettuate da Majorano negli anni cinquanta ed altre testimonianze sul fenomeno del tarantismo, studiato dall'etnologo Ernesto De Martino.
Alfredo Majorano è considerato il primo direttore ad honorem del museo, seguito da Alberto Mario Cirese (1921-2011, Università degli Studi di Roma "La Sapienza"), uno dei più importanti studiosi delle tradizioni popolari italiane della seconda metà del Novecento. Cirese fu il primo direttore a entrare effettivamente in carica; per questa collaborazione, gli è stata anche conferita la cittadinanza onoraria di Taranto. In seguito, il museo è stato a lungo diretto dal Prof. Antonio Basile (Accademia di belle arti di Lecce), autore del progetto di allestimento presso il secondo piano nobile di Palazzo Pantaleo; l'attuale direttore, nominato il 21 luglio 2023, è il Dott. Pierluca Turnone (Università degli Studi di Bari Aldo Moro).